# Nanlou (sockenhuvudort i Kina, Hebei Sheng, lat 38,27, long 114,55)
Nanlou är en sockenhuvudort i Kina. Den ligger i provinsen Hebei, i den norra delen av landet, omkring 240 kilometer sydväst om huvudstaden Peking. Antalet invånare är 50 946. Befolkningen består av 25 474 kvinnor och 25 472 män. Barn under 15 år utgör 16,0 %, vuxna 15-64 år 75 %, och äldre över 65 år 8,0 %.
Runt Nanlou är det mycket tätbefolkat, med 1 819 invånare per kvadratkilometer. Närmaste större samhälle är Zengcun, 16,8 km öster om Nanlou. Trakten runt Nanlou består till största delen av jordbruksmark.
Genomsnittlig årsnederbörd är 702 millimeter. Den regnigaste månaden är juli, med i genomsnitt 228 mm nederbörd, och den torraste är januari, med 4 mm nederbörd.